# Ghost (film fra 1990)
|  | For andre betydninger, se Ghost |
Ghost er et amerikansk romantisk drama fra 1990, der blev instrueret af Jerry Zucker, mens manuskriptet blev skrevet af Bruce Joel Rubin. Patrick Swayze, Demi Moore, Tony Goldwyn og Whoopi Goldberg medvirker. Ghost blev nomineret til adskillige Oscars, og vandt i kategorierne Oscar for bedste originale manuskript|bedste originale manuskript og bedste kvindelige birolle (Whoopi Goldberg). Filmen vandt i samme kategori en Golden Globe. 
Filmen har dannet inspiration til en musical, der får premiere i Londons West End.

## Handling
Sam (Patrick Swayze) og Molly (Demi Moore) lever et lykkeligt liv sammen, indtil de en dag udsættes for et røveri, da de går igennem et mørkt stræde. Sam dør af sine kvæstelser, men vælger ikke at gå ind i det lys, der viser sig for ham. Han bliver på jorden som et spøgelse, der er usynligt for alle levende. Kærligheden til Molly lever videre. Han bliver snart klar over, at omstændighederne omkring hans død ikke var som først antaget; der var tale om et mord, der var planlagt af en mand, der stod både ham og Molly nær. Sam må nu advare Molly og fortælle hende hvad der er sket, så hun ikke udsættes for det samme. Men idet han som spøgelse ikke kan komme i kontakt med hende, bruger derfor mediet Oda Mae Brown (Whoopi Goldberg). 